# Caroline Levander
Caroline Sara Elisabeth Levander, född 10 oktober 1988 i Tynnereds församling i Göteborg, är en svensk tidigare handbollsspelare (högernia).

## Klubblagskarriär
Under säsongen 2007/2008 spelade Levander för IK Sävehofs A-lag. BK Heid blev sedan hennes klubb i fyra år 2008-2012. Levander skrev på 2012 för norska klubben Gjøvik HK. Klubben var en av de sämre i norska ligan och proffssejouren blev bara ett år. Hon återvände till Sverige och spelade för Önnered 2013 till 2015. Hon var en av de bättre spelarna i elitserien på sin position och blev utsedd till högernia i All Star Team i Elitserien 2015. Hon hade också näst bästa MEP-poängen i SHE det året. Önnered tvingades kvala mot Skara men vann kvalet med 2-0 i matcher. Levander slutade spela handboll efter säsongen 2015.

## Landslagskarriär
Levander spelade fem ungdomslandskamper 2007-2008 för Sverige och stod för 8 mål i ungdomslandslaget. Sverige förlorade all fem matcherna. Levander spelade sedan tre landskamper 2011. Det är oklart hur mycket speltid hon fick. I alla fall slutade hon mållös i alla tre landskamperna. Levanders debut var mot Spanien den 20 september i Århus, Danmark.